# Bârâiacu, Mehedinți
Bârâiacu este un sat în comuna Ponoarele din județul Mehedinți, Oltenia, România.